# Констанца Сицилианска (1249 – 1302)
 Тази статия е за съпругата на Педро III Арагонски.  За съпругата на Хайнрих VI вижте Констанс Сицилианска.  
Констанца Сицилианска (на италиански: Costanza II di Sicilia, Costanza di Svevia, Costanza di Hohenstaufen, Costanza d'Aragona; на немски: Konstanze von Sizilien; * 1249, Катания, Кралство Сицилия; † 9 април 1302, Барселона, Кралство Арагон) от династията Хоенщауфен, е чрез женитба кралица на Арагон (1276 – 1285) и Сицилия (1282 – 1285).

## Произход и брак
Тя е единственото дете на краля на Сицилия Манфред фон Хоенщауфен (1232 – 1266) и първата му съпруга Беатриса Савойска (1223 – 1259), вдовица на маркграф Манфред III от Салуцо и дъщеря на граф Амадей IV Савойски. Констанца е по баща внучка на император Фридрих II Хоенщауфен и графиня Бианка Ланча. По-малка полусестра е на маркграф Томазо I дел Васто.
След смъртта на майка ѝ нейният баща се жени на 2 юни 1259 г. за Елена Ангелина Дукина († 1271), дъщеря на Михаил II Комнин, владетел на Епирското деспотство.
През юли 1260 г. Манфред изпраща посредници в Барселона, за да уредят брака на дъщеря му с престолонаследника Педро III Арагонски (1239 – 1285) от Барселонската династия. Констанца тръгва през пролетта на 1262 г. с нейния двор към Арагон и на 13 юни 1262 г. в Монпелие се омъжва за Педро III. Той обича съпругата си и тя го уважава. Констанца дава подслон на преследваните от рода Хоенщауфен.

## Кралица на Арагон и Сицилия
Крал Хайме I Арагонски умира на 27 юли 1276 г. и Педро III става крал на Арагон. Когато нейният съпруг отива в Сицилия на 28 август 1282 г. и е коронован за крал, тя остава като регент в Арагон. През март 1283 г. той ѝ разрешава да дойде при него в Сицилия с малките им деца. В началото на април 1283 г. те пристигат в Палермо. Населението я посреща триумфално и малко по-късно Констанца е коронована за кралица на Сицилия.
Педро III умира през 1285 г. и Констанца напуска Сицилия и се връща в Арагон.

## Потомство
Констанца и Педро III имат шест деца – четирима сина, от които трима стават крале, и две дъщери (и двете кралици):
- Алфонсо III Арагонски (1265 – 18 юли 1291), крал на Арагон (1285 – 1291)
- Хайме II Арагонски (10 август 1267 – 2 ноември 1327), крал на Сицилия като Хайме I (1285 – 1295), а от 1291 г. крал на Арагон като Хайме II
- Федериго II Сицилиански (13 декември 1272 – 25 юли 1337), крал на Сицилия от 1295 г.
- Педро (1275 – 25 август 1296), инфант на Арагон, вицекрал на Каталония от 1285 г., женен 1291 г. за Гилема де Монкада (ок. 1245/1255 – 1309), дъщеря на виконт Гастон VII де Монкада
- Света Изабела Португалска (1271 – 1336), омъжена 1282 г. за крал Денис I Португалски (1261 – 1325), канонизирана 1625 г. от Римокатолическата църква
- Йоланда (Виоланта) (1273 – 1302), омъжена 1297 г. за крал Робер Мъдри от Неапол (1277 – 1343)